# Delia commixta
Delia commixta este o specie de muște din genul Delia, familia Anthomyiidae. A fost descrisă pentru prima dată de Seguy în anul 1925. Conform Catalogue of Life specia Delia commixta nu are subspecii cunoscute.